# Sugar Rush (AKB48歌曲)
《Sugar Rush》是一首2012年時由日本女子偶像團體AKB48所推出的歌曲作品，是美國華特迪士尼動畫工作室電影作品《無敵破壞王》（Wreck-It Ralph）在全球市場放映時的片尾曲，其曲名源自電影中一個虛構的賽車遊戲「甜蜜衝刺」（Sugar Rush）。該曲是由秋元康作詞，並由撰寫過多首好萊塢電影與電視歌曲的女性作曲家潔美·休斯頓（Jamie Houston）作曲。新曲與電影《無敵破壞王》同步，在2012年10月29日時於加州洛杉磯的電影首映會現場發表，並被收錄在華特迪士尼唱片（Walt Disney Records）在隔日（10月30日）所發行的《無敵破壞王》電影原聲帶中。

## 簡介
參與《Sugar Rush》演唱的AKB48成員共有10位，分別為板野友美、大島優子、柏木由紀、川榮李奈、小嶋陽菜、篠田麻里子、島崎遥香、高橋南（高橋みなみ）、松井珠理奈與渡邊麻友。這首歌曲的歌詞內容，在主歌的部分是直接以日文演唱，只有在橋段的主節奏部分是英文歌詞。在以全球市場作為銷售對象的好萊塢電影中，直接採用日文歌作為主題曲或片尾曲，是較為少見的例子。
《Sugar Rush》的音樂影片（MV，或在日本被稱為「PV」）是由日本女攝影師與導演蜷川實花負責執導。在過去蜷川曾經負責導演過另一知名度頗高的AKB48單曲《無限重播》（ヘビーローテーション）之音樂影片。

## 外部連結
- AKB48が歌う全世界挿入歌“Sugar Rush”初披露！[永久]（日本迪士尼官方網站《無敵破壞王》介紹頁）（日語）
- Sugar Rush音樂影片節錄版（页面存档备份，存于）（香港環球唱片官方Youtube頻道）（繁體中文）